# Astragalus gemellus
Astragalus gemellus är en ärtväxtart som beskrevs av Dieter Podlech. Astragalus gemellus ingår i släktet vedlar, och familjen ärtväxter. Inga underarter finns listade i Catalogue of Life.